# 長松清風

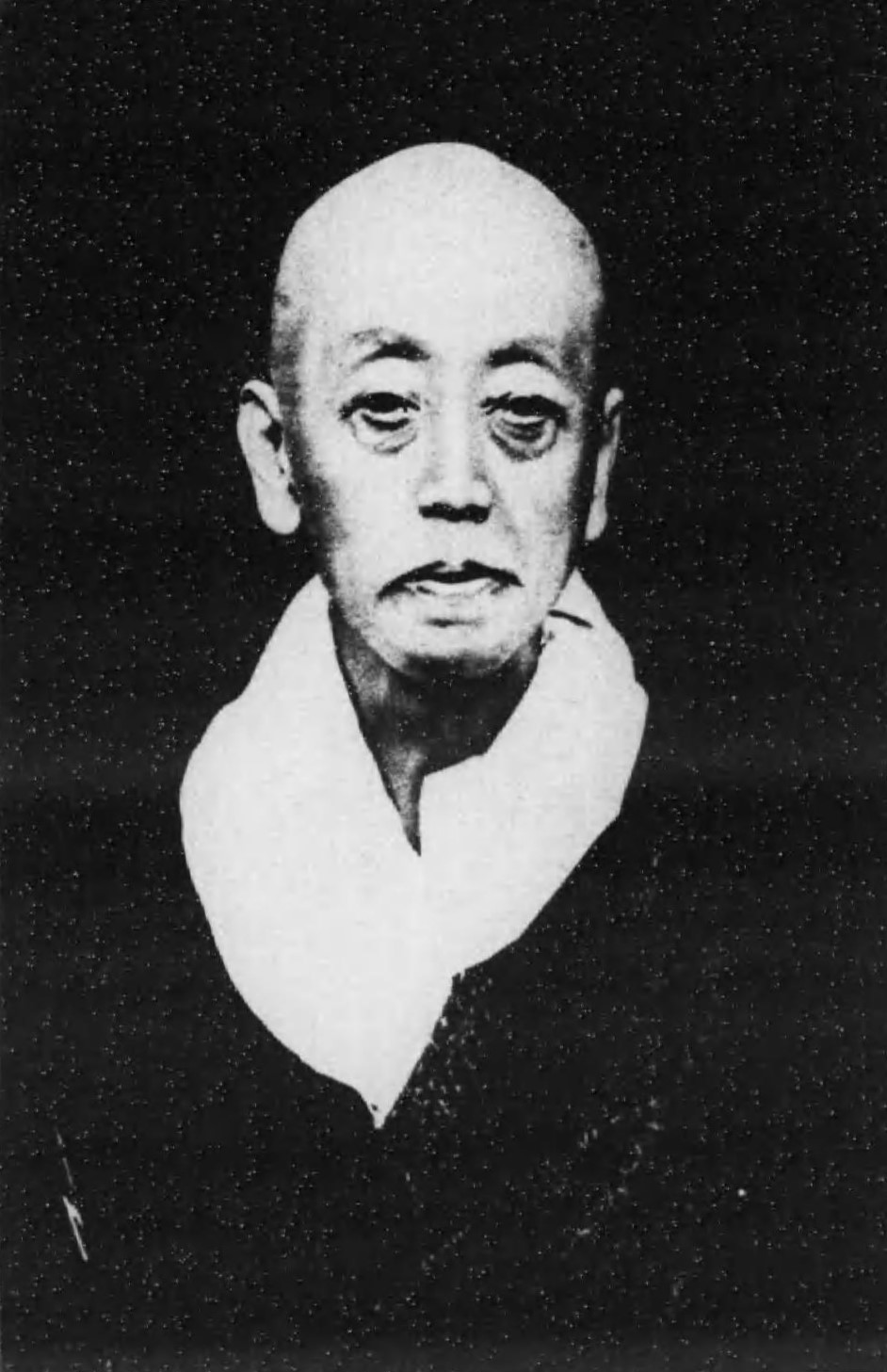
長松清風（日扇）

長松 清風（ながまつ せいふう、日扇（にっせん）、文化14年4月1日（1817年5月16日） - 明治23年（1890年）7月17日）は、幕末から明治時代にかけての僧。本門佛立宗の開導（開祖）。日蓮宗（広義）において現証利益を強調し、当時の退廃した仏教界を攻撃する活動を行い、後の法華系新宗教に影響を与えた。

## 略歴
（明治5年以前の日付は和暦に拠る。）
- 1817年（文化14年）4月1日、現在の京都市中京区にて小間物屋の長男として生まれる。生家跡は現在は誕生寺となっている。父親が早逝したため、祖父母と母の手で育てられる。幼少の頃から儒学・和歌・書道・日本画を能くし、長じて国学を修めた。その後家業を姉に任せて、学者としての道を進む傍ら、その人生への懐疑から仏教への関心を深めていった。
- 1842年（天保13年）3月4日、母が死去。これを切っ掛けとして、一層仏教に打ち込んだ。当初は実家で信仰していた浄土宗に属するがあき足らず、その後禅宗・日蓮宗一致派・真言宗・天台宗と宗派を転々とする。この傍ら、書道、歌道の家塾を営んだ。
- 1845年（弘化2年）、本能寺長遠院院主の随宏院日雄と邂逅、日蓮宗八品派（後の本門法華宗）に入信。本能寺貫首の大覚院日肇と大亀谷檀林の能化・淡路国津井村（現在の兵庫県南あわじ市津井）隆泉寺住職の心光院日耀に師事する。
- 1848年（嘉永元年）4月28日、日耀を師僧として得度。本興寺勧学院の尼崎檀林への入檀を志すものの、檀林の学生らが拒絶し帰京。ほどなく、日耀が妙蓮寺47世貫首に就任する。
  - その頃、本門法華宗内で「三途成不論争（皆久論争）」と呼ばれる皆成派と久遠派の教義上の論争があったが、勢力を蓄えていた講（在家信者）集団を巻き込み激化した。当時、久遠派の熱心な支持者で、在家の指導者として中心的な存在の高松藩主松平頼胤の異母兄にあたる松平頼該(1809年-1868年)は、宗門の無気力を嘆き、高松八品講を組織し、岡山、徳島、淡路島などで勢力を伸ばしていた。
  - 1850年（嘉永3年）、日政（守進）が、この頼該に論破されるという事件があり、守進は堺顕本寺の日然と、尼崎檀林の日紹に応援を求め、本能寺の日肇と妙蓮寺の日耀は、頼該に味方した。結果、本門法華宗は、日然、日紹と日肇、日耀の論争となり二分して対立した。
- 1852年（嘉永5年）関東の細草檀林への入檀を図るも文人仲間の村上勘兵衛と村田麦郎に諭され、入檀を取り止めて双林寺西行庵に入り、自らの修行と布教とに励む。
- 1854年（安政元年）、双林寺西行庵を追放され、以後京の各所を転々とする。
- 1855年（安政2年）、実家に居を移し、還俗。当時僧侶が町家に居住することが固く禁じられており、この事で実家に迷惑をかけない様にするためであった。
  - 同年4月、本能寺84世貫主にのぼった日紹は、久遠派である事をもって前貫主日肇を除歴し、その弟子日具を淡路洲本の本妙寺から追放。この時京都東山本住寺の住職となっていた妙蓮寺前貫主日耀はこれに対し諌止を行うが、両者は決別。翌年、日紹は日耀を本住寺から追放、また清風の入信の縁を結んだ日雄も本能寺を追われた。
- 1856年（安政3年）清風は、皆久論争の火元となった頼該のもとに自らの作成した教学の要約書を送る。また日紹と堺の日然に書面で論争を挑んだ。一方送られた著作に感激した頼該は清風を高松に招聘。会談した2人は師弟の契りを結び、高松と京都で新しく講を開くことで合意する。
- 1857年（安政4年）正月12日、華洛本門佛立講を開講する。
  - 1860年（万延元年）4月8日、日耀は本門佛立講の奉仕で宥清寺に入る。
- 1862年（文久2年）4月28日、大津に法華堂（後の長松山佛立寺）を建立。
- 1868年（慶応4年）7月29日、大津法難に遭う。
- 1869年（明治2年）、京都府の命令により再出家してのち拠点としていた本能寺竜雲院より立退きを求められ、その折、妙蓮寺の日成に願い出て、宥清寺を借り受け、本門法華宗内の佛立講最初の寺院とする。
- 1881年（明治14年）11月11日～13日、日蓮の600回遠忌法要を宥清寺で営む。
- 1884年（明治17年）2月11日、仏立講の内紛のあおりで宥清寺を退去、麩屋町綾小路の法宅（現・長松寺）に移る。
- 1890年（明治23年）7月17日、大阪での講席のため移動の途中、現在の大阪府守口市にて遷化（死去）。享年74。
- 1899年（明治32年）5月、本門法華宗、清風に日扇上人の号と権大僧正位を贈る。
- 1912年（明治45年）、大僧正に列せられた。